# Cinema fantastico
Il cinema fantastico è un genere del cinema classico. Sebbene il fantastico includa alcuni sottogeneri specifici come fantascienza, fantasy, horror, il cinema fantastico è spesso identificato con il solo genere fantasy, ovvero quello connotato dalla presenza della magia e di mondi immaginari, di creature leggendarie (quali ad esempio draghi e unicorni), di elementi soprannaturali o fiabeschi.
Esistono poi filoni nati come commistione tra più generi, ad esempio l'horror fantascientifico (tra fantascienza e horror) e il fanta-mitologico (personaggi o temi mitologici in un'ambientazione di fantasia), spesso fatto rientrare nel più vasto filone del peplum. Alcuni fanno inoltre rientrare nel cinema fantastico i film d'avventura e di cappa e spada.
Nel corso del tempo il genere ha continuato ad affermarsi, conquistando una grossa fetta di mercato: se nel 1971 il cinema fantastico (comprendendo fantascienza, horror, fantasy, surreale) rappresentava circa il 5% degli incassi negli Stati Uniti, nel 1982 questa quota era già salita sorprendentemente fino ad avvicinarsi al 50% e nel 2010 costituiva quasi il 90%.